# Shimenawa
Shimenawa são cordas trançadas produzidas com cânhamo ou palha de arroz usadas no ritual de purificação no xintoísmo. Podem ter diâmetros variando desde alguns centímetros até vários metros e são decoradas por tiras de papel branco denominadas shide. Um espaço cercado por shimenawas indicam um local sagrado ou puro como o de um templo xintoísta.